# 17a etapa del Tour de França de 2011
La 17a etapa del Tour de França de 2011 es disputà el dimecres 20 de juliol de 2011 sobre un recorregut de 179 km entre Gap i Pineròl, a Itàlia. L'etapa fou guanyada pel noruec Edvald Boasson Hagen (Team Sky). El francès Thomas Voeckler conservà el lideratge en la classificació general.

## Perfil de l'etapa
Primera etapa alpina de la present edició del Tour. Els primers 70 km d'etapa són més aviats plans, per tot seguit començar a enllaçar quatre ports de manera consecutiva: els dos primers de tercera categoria, la cota de Sainte-Marguerite (km 71,5) i La Chaussée (km 85,5), per tot seguit afrontar el coll de Montgenèvre, de 2a (km 96,5) i Sestrieras, de primera, al km 117, ja en territori italià. Després d'un llarg descens, de quasi 50 km, s'afronta la cota de Pramatino, de 2a, a sols 8 km per a l'arribada, a Pineròl. L'esprint intermedi es troba a Vilard-Sant Pancraci (km 81,5).

## Desenvolupament de l'etapa
Nova etapa marcada per un ritme ràpid fruit de la recerca de l'escapada bona. Al km 10 ho intentà un grup de 10 ciclistes entre els quals hi havia Sandy Casar (FDJ), Luis León Sánchez (Rabobank ProTeam), Remy di Gregorio (Astana Qazaqstan Team) o Edvald Boasson Hagen (Team Sky). El grup va ser agafat al km 41, sense que hagués aconseguit agafar un minut de diferència respecte al grup principal. Al km 54 Boasson Hagen ho intentà de nou, aquesta vegada acompanyat per 14 corredors, entre els quals hi havia Casar, Sylvain Chavanel (QuickStep Cycling Team, Bauke Mollema (Rabobank ProTeam) o Rubén Pérez Moreno (Euskaltel–Euskadi). Aquesta vegada el grup aconseguí obrir diferències, que al km 90 eren de 7' 20".
En l'ascensió al coll de Montgenèvre Nicolas Roche, Johnny Hoogerland i Kevin de Weert sortiren del grup principal en busca dels escapats, sense que poguessin arribar a contactar. En l'ascensió a Sestrieras va ser Pérez Moreno el que atacà i marxà en solitari, aconseguint una màxima diferència d'un minut i mig, però en l'ascensió a la darrera dificultat del dia va ser agafat pels seus antics companys d'escapada. Primer Dmitri Fofónov, després Chavanel i finalment Boasson Hagen, que marxà en solitari a 11 km de meta, lideraren la cursa en aquesta ascensió. Finalment el vencedor en solitari va ser el noruec Edvald Boasson Hagen (Team Sky), segon en l'etapa anterior.
Pel darrere, el gran grup es trobava a quasi 6' en el moment de començar l'ascensió a la Cota de Pramantino. Alberto Contador és el que inicià els atacs, però a diferència del dia anterior no va poder desfer-se de cap dels seus rivals. En la baixada ho tornà a intentar, deixant momentàniament el grup dels germans Schleck, però arribaren junts a meta. Thomas Voeckler perdé 27" respecte a la resta de rivals, després de caure en dues ocasions en el perillós descens.

## Esprints
| Primer  | Sandy Casar          | 20 pts |
| Segon   | Edvald Boasson Hagen | 17 pts |
| Tercer  | Rubén Pérez Moreno   | 15 pts |
| Quart   | Maarten Tjallingii   | 13 pts |
| Cinquè  | Björn Leukemans      | 11 pts |
| Sisè    | Julien El Fares      | 10 pts |
| Setè    | Dmitri Fofónov       | 9 pts  |
| Vuitè   | Maciej Paterski      | 8 pts  |
| Novè    | Bauke Mollema        | 7 pts  |
| Desè    | Sylvain Chavanel     | 6 pts  |
| Onzè    | Borut Božič          | 5 pts  |
| Dotzè   | Dmitri Muravyev      | 4 pts  |
| Tretzè  | Jonathan Hivert      | 3 pts  |
| Catorzè | Andrey Amador        | 2 pts  |
| Quinzè  | Mark Cavendish       | 1 pts  |

| Primer  | Edvald Boasson Hagen | 20 pts |
| Segon   | Bauke Mollema        | 17 pts |
| Tercer  | Sandy Casar          | 15 pts |
| Quart   | Julien El Fares      | 13 pts |
| Cinquè  | Sylvain Chavanel     | 11 pts |
| Sisè    | Dmitri Fofónov       | 10 pts |
| Setè    | Maciej Paterski      | 9 pts  |
| Vuitè   | Dmitri Muravyev      | 8 pts  |
| Novè    | Jonathan Hivert      | 7 pts  |
| Desè    | Borut Božič          | 6 pts  |
| Onzè    | Andrey Amador        | 5 pts  |
| Dotzè   | Rubén Pérez Moreno   | 4 pts  |
| Tretzè  | Björn Leukemans      | 3 pts  |
| Catorzè | Nicolas Roche        | 2 pts  |
| Quinzè  | Maarten Tjallingii   | 1 pt   |

## Ports de muntanya
| Primer | Sylvain Chavanel | 2 pts |
| Segon  | Julien El Fares  | 1 pt  |

| Primer | Sylvain Chavanel | 2 pts |
| Segon  | Björn Leukemans  | 1 pt  |

| Primer | Sylvain Chavanel   | 5 pts |
| Segon  | Maarten Tjallingii | 3 pts |
| Tercer | Dmitri Fofónov     | 2 pts |
| Quart  | Julien El Fares    | 1 pt  |

| Primer | Rubén Pérez Moreno   | 10 pts |
| Segon  | Sylvain Chavanel     | 8 pts  |
| Tercer | Julien El Fares      | 6 pts  |
| Quart  | Maarten Tjallingii   | 4 pts  |
| Cinquè | Jonathan Hivert      | 2 pts  |
| Sisè   | Edvald Boasson Hagen | 1 pt   |

- 5. Cota de Pramantino. 912 m. 2a categoria (km 171) (6,7 km al 6,0%)

| Primer | Edvald Boasson Hagen | 5 pts |
| Segon  | Bauke Mollema        | 3 pts |
| Tercer | Jonathan Hivert      | 2 pts |
| Quart  | Sylvain Chavanel     | 1 pt  |

## Classificació de l'etapa
|    | Ciclista             | Equip                  | Temps      |
| -- | -------------------- | ---------------------- | ---------- |
| 1  | Edvald Boasson Hagen | Team Sky               | 4h 18' 00" |
| 2  | Bauke Mollema        | Rabobank ProTeam       | + 40"      |
| 3  | Sandy Casar          | FDJ                    | + 50"      |
| 4  | Julien El Fares      | Cofidis                | + 50"      |
| 5  | Sylvain Chavanel     | QuickStep Cycling Team | + 50"      |
| 6  | Dmitri Fofónov       | Astana Qazaqstan Team  | + 1' 10"   |
| 7  | Maciej Paterski      | Liquigas-Cannondale    | + 1' 10"   |
| 8  | Dmitri Muravyev      | Team RadioShack        | + 1' 10"   |
| 9  | Jonathan Hivert      | Saur-Sojasun           | + 1' 15"   |
| 10 | Borut Božič          | Vacansoleil-DCM        | + 2' 20"   |

## Classificació general
|    | Ciclista         | Equip               | Temps       |
| -- | ---------------- | ------------------- | ----------- |
| 1  | Thomas Voeckler  | Team Europcar       | 73h 23' 49" |
| 2  | Cadel Evans      | BMC Racing Team     | + 1' 18"    |
| 3  | Frank Schleck    | Team Leopard-Trek   | + 1' 22"    |
| 4  | Andy Schleck     | Team Leopard-Trek   | + 2' 36"    |
| 5  | Samuel Sánchez   | Euskaltel–Euskadi   | + 2' 59"    |
| 6  | Alberto Contador | Saxo Bank-Sungard   | + 3' 15"    |
| 7  | Damiano Cunego   | Lampre-ISD          | + 3' 34"    |
| 8  | Ivan Basso       | Liquigas-Cannondale | + 3' 49"    |
| 9  | Tom Danielson    | Garmin-Cervélo      | + 6' 04"    |
| 10 | Rigoberto Urán   | Team Sky            | + 7' 36"    |

|    | Ciclista           | Equip              | Total   |
| -- | ------------------ | ------------------ | ------- |
| 1r | Mark Cavendish     | Team HTC-High Road | 320 pts |
| 2n | José Joaquín Rojas | Movistar Team      | 285 pts |
| 3r | Philippe Gilbert   | Omega Pharma-Lotto | 250 pts |

|    | Ciclista        | Equip              | Total  |
| -- | --------------- | ------------------ | ------ |
| 1r | Jelle Vanendert | Omega Pharma-Lotto | 74 pts |
| 2n | Samuel Sánchez  | Euskaltel–Euskadi  | 72 pts |
| 3r | Jérémy Roy      | FDJ                | 45 pts |

|    | Ciclista       | Equip         | Temps       | Temps |
| -- | -------------- | ------------- | ----------- | ----- |
| 1r | Rigoberto Urán | Team Sky      | 73h 31' 25" |       |
| 2n | Rein Taaramae  | Cofidis       | + 59"       |       |
| 3r | Pierre Rolland | Team Europcar | + 2' 27"    |       |

|    | Equip             | Temps        | Temps |
| -- | ----------------- | ------------ | ----- |
| 1r | Garmin-Cervélo    | 219h 41' 46" |       |
| 2n | Team Leopard-Trek | + 05' 27"    |       |
| 3r | AG2R La Mondiale  | + 8' 04"     |       |

## Abandonaments
- Paolo Tiralongo (Astana Qazaqstan Team): abandona.[3]